# Centralism
Centralism är en modell inom organisationsteori. Vanligtvis används begreppet som en modell för hur ett samhälle bör styras. Enligt modellen ska beslutsmakten ligga i en central statsmakt som till sin hjälp har en central byråkrati. En variant av denna modell är demokratisk centralism som har varit ett mål inom leninistiska partier och som menar att beslut ska fattas på högsta nivå och utföras på lägre nivå.